# 올리브산
올리브산(히브리어 : הר הזיתים, Har Ha'Zeitim 아랍어 : جبل الزيتون, الطور, Jebel AZ-Zeitun) 또는 감람산(橄欖山)은 동부 예루살렘 올드 시티의 오른쪽 산능선이다.
예루살렘 동쪽에 있으며 해발 815m이며 고대부터 감람나무가 무성하였다. 이와같이 예루살렘 동편 산에는 이러한 감람나무가 무성했기에 산 이름도 감람산이 되었다.
기드론 계곡을 사이에 두고 예루살렘 옛시가 성벽과 대치하고 있는 산으로, 중앙·남팔레스타인에서 남북으로 뻗은 산맥의 일부이다. 산맥은 정상이 3개이고, 동쪽은 요르단 계곡을 향해 급경사를 이루고 서쪽은 기드론골짜기 쪽으로 경사져 있다. 예수 당시는 산 전체가 올리브로 덮여 있었는데, 현재는 서쪽 산기슭에 있는 예수 수난의 땅인 겟세마네 동산을 제외하고는 거의 올리브를 볼 수 없다.

## 갤러리

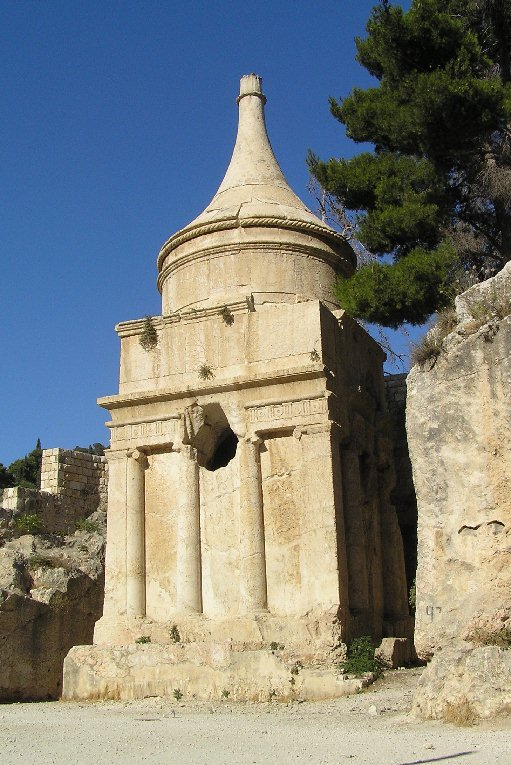
압살롬의 무덤
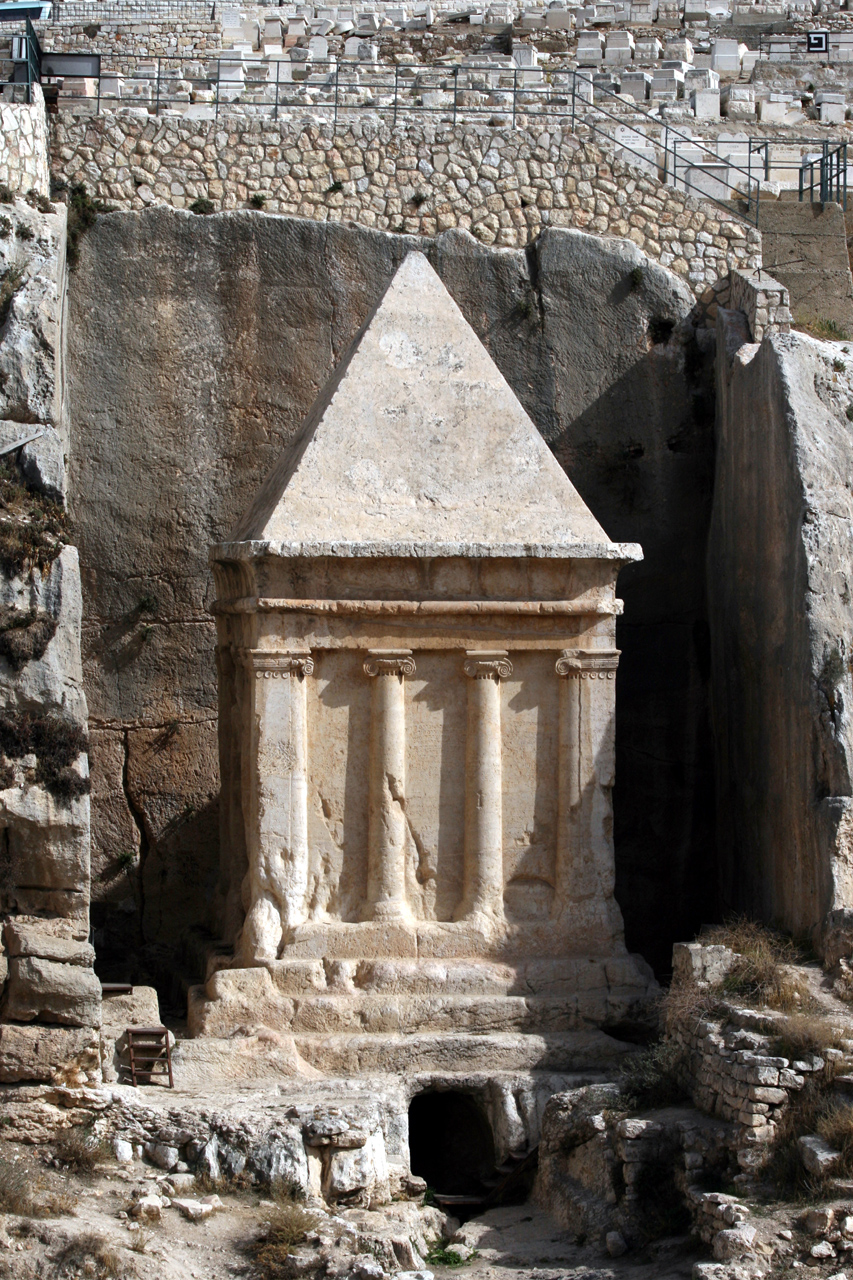
스가랴의 무덤
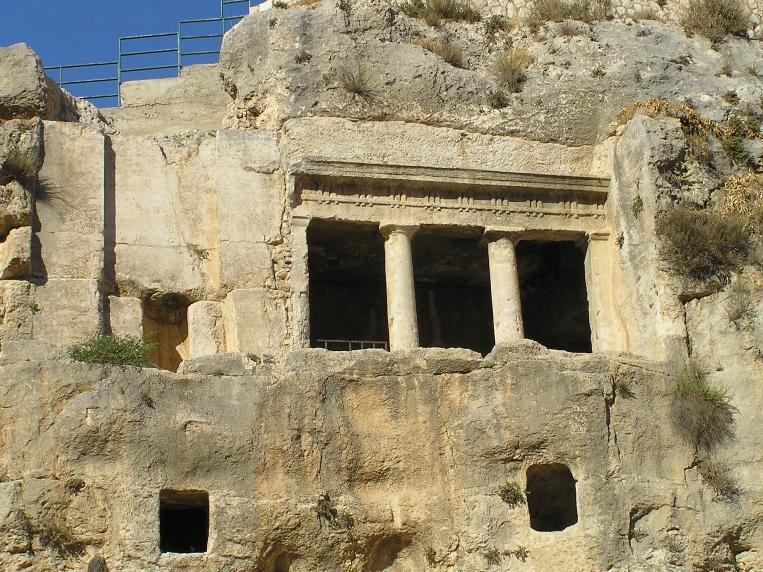
브네이 헤지르의 무덤
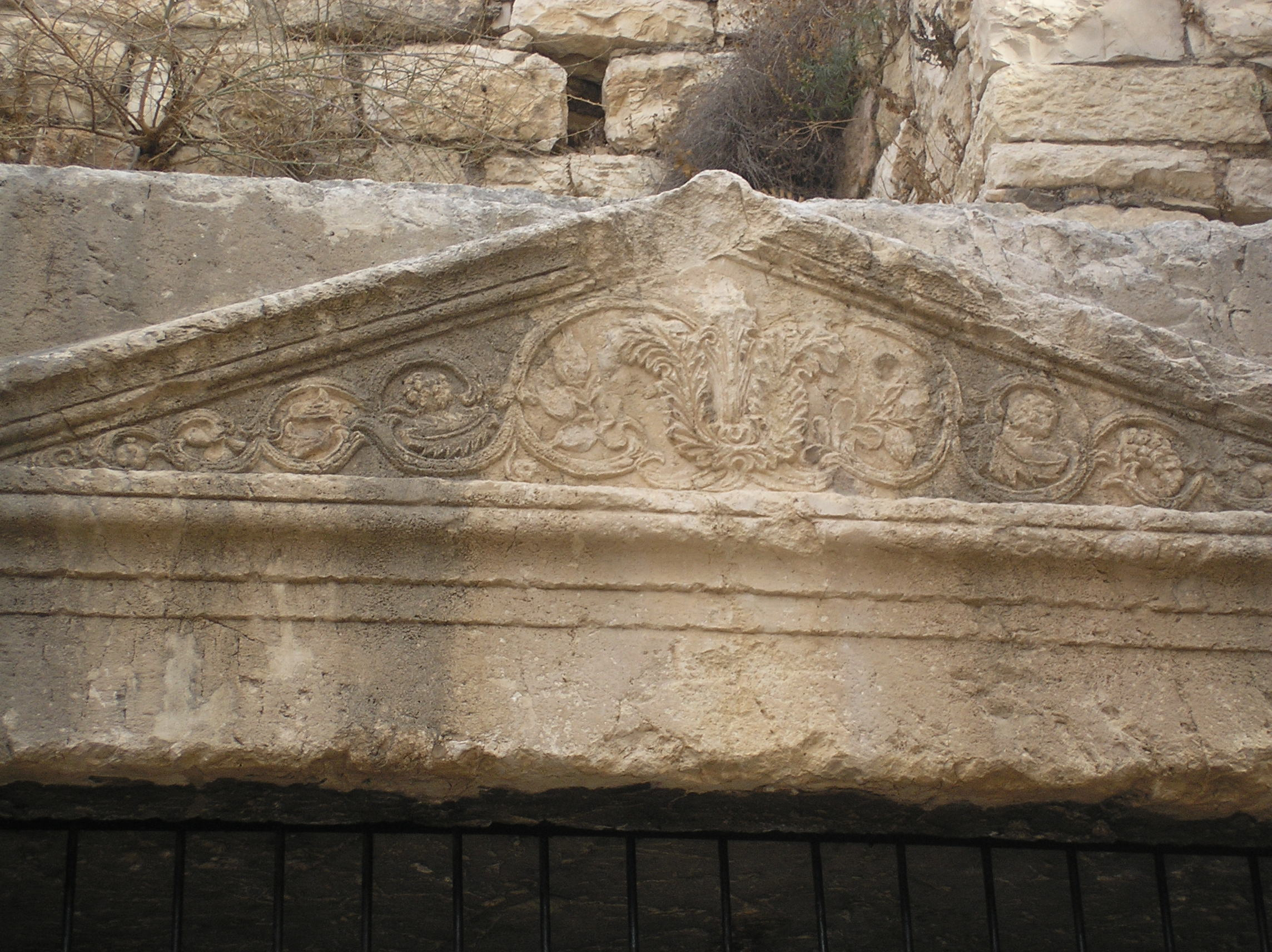
여호사밧의 동굴
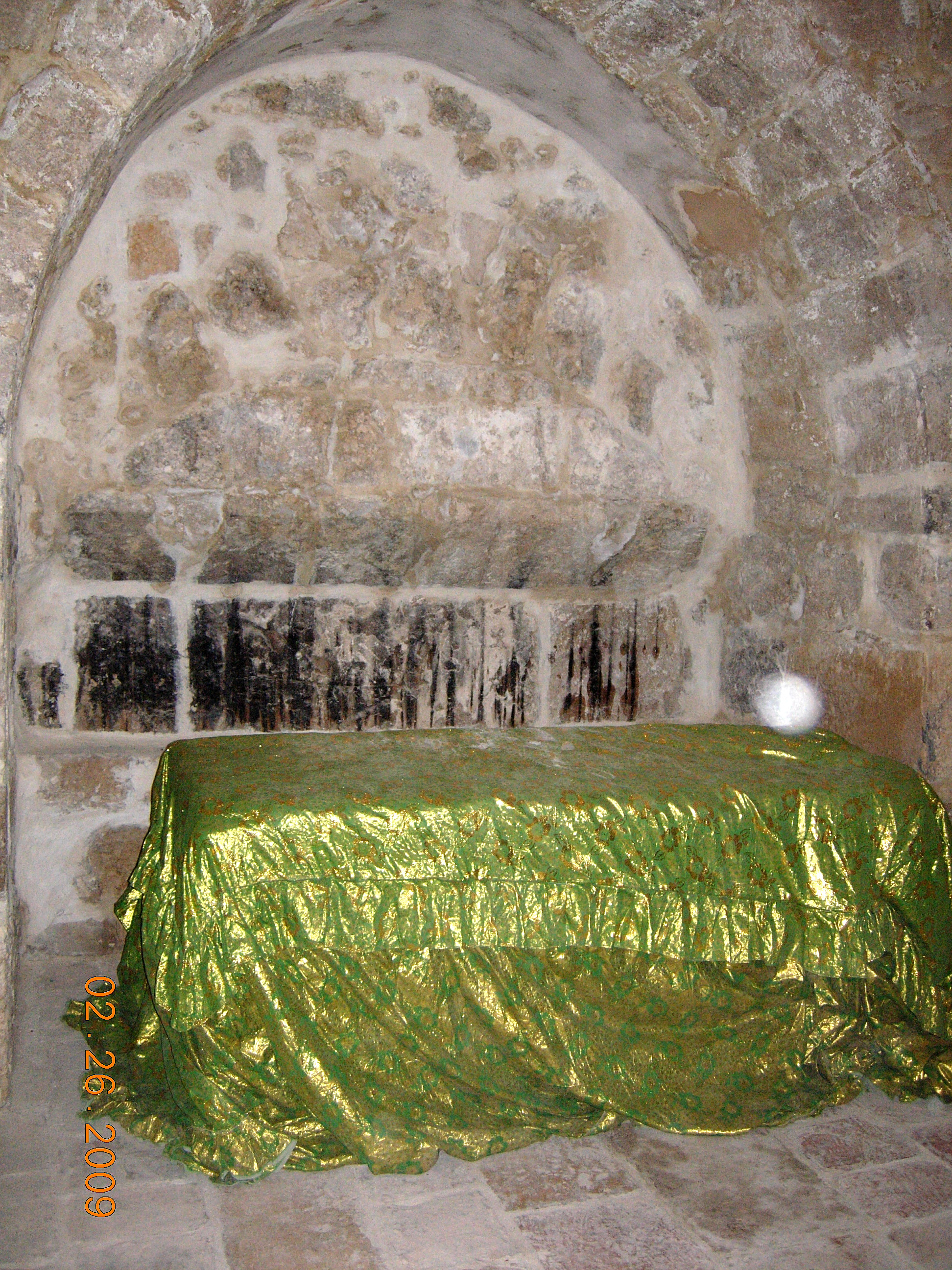
훌다의 무덤
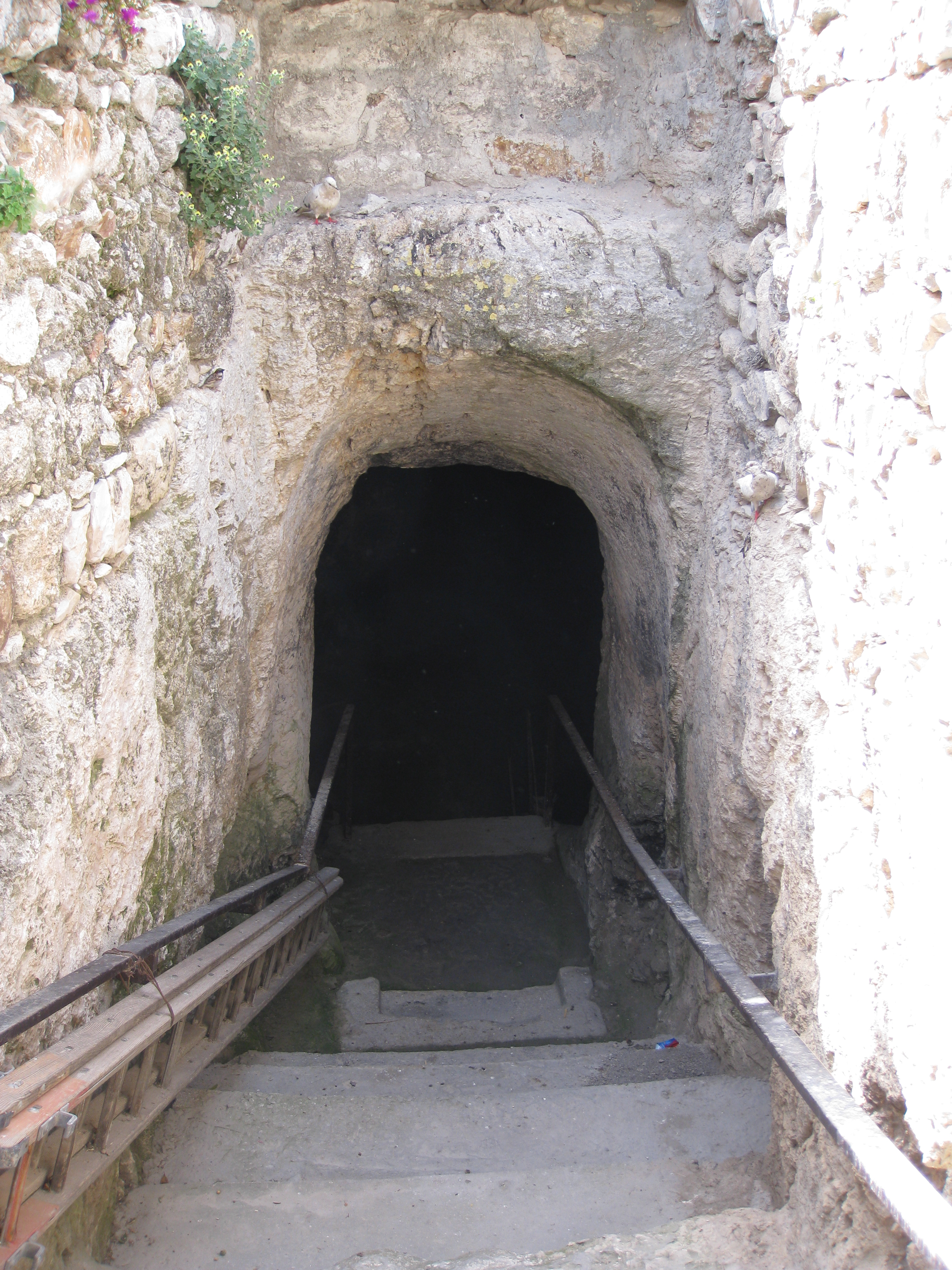
선지자의 동굴
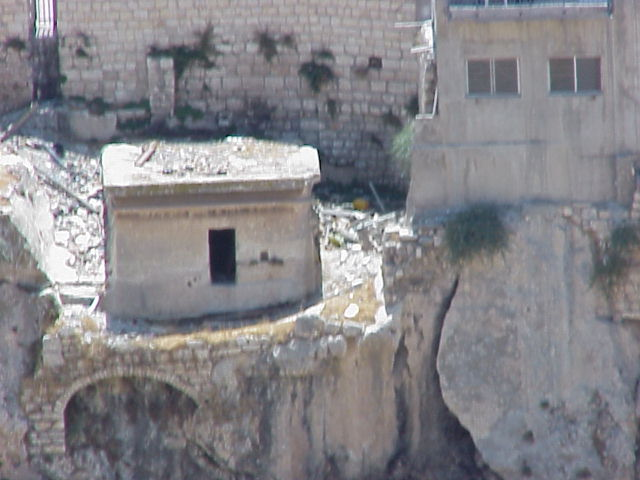
파라오의 딸의 무덤
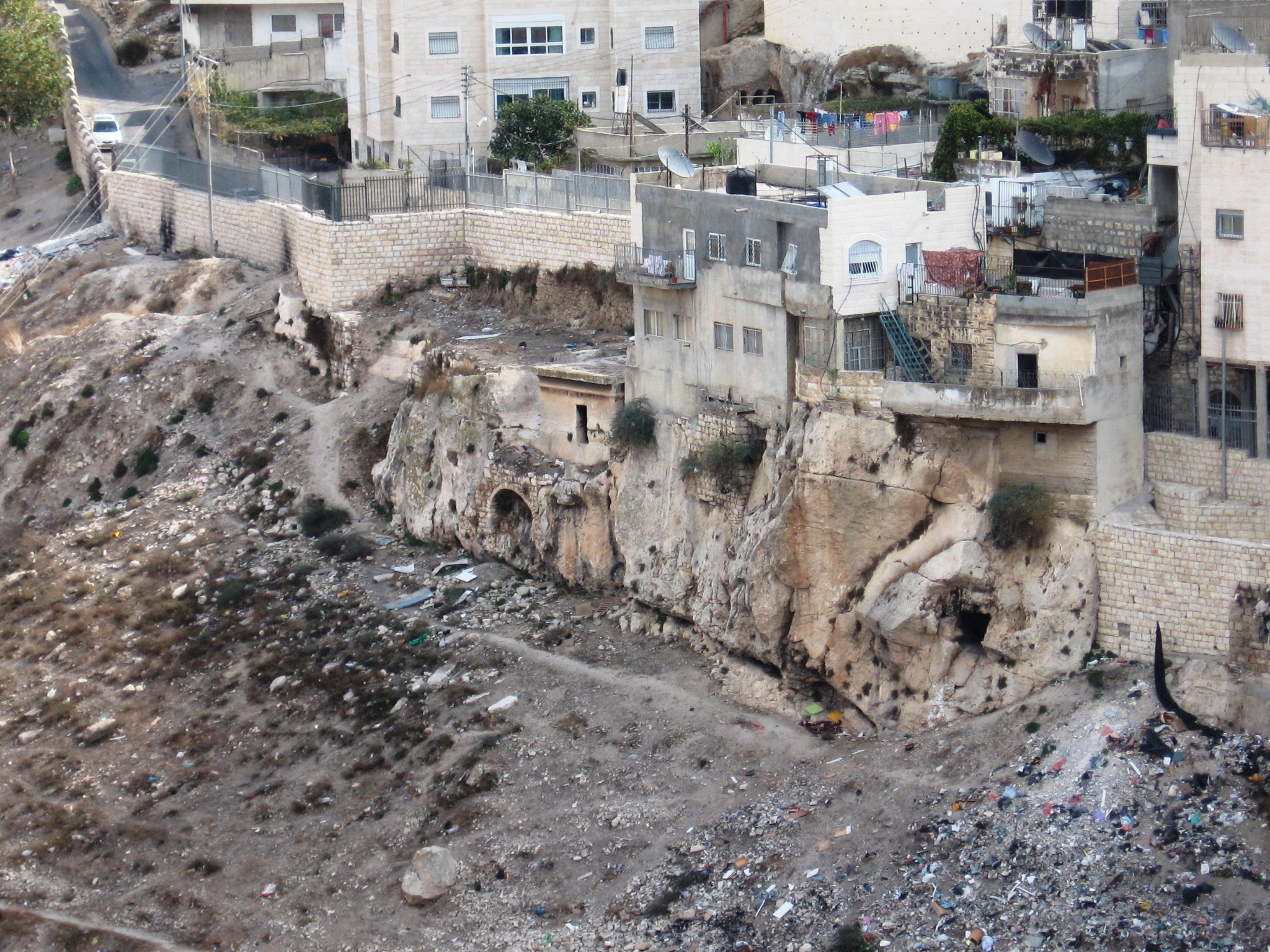
키드론 골짜기 묘지
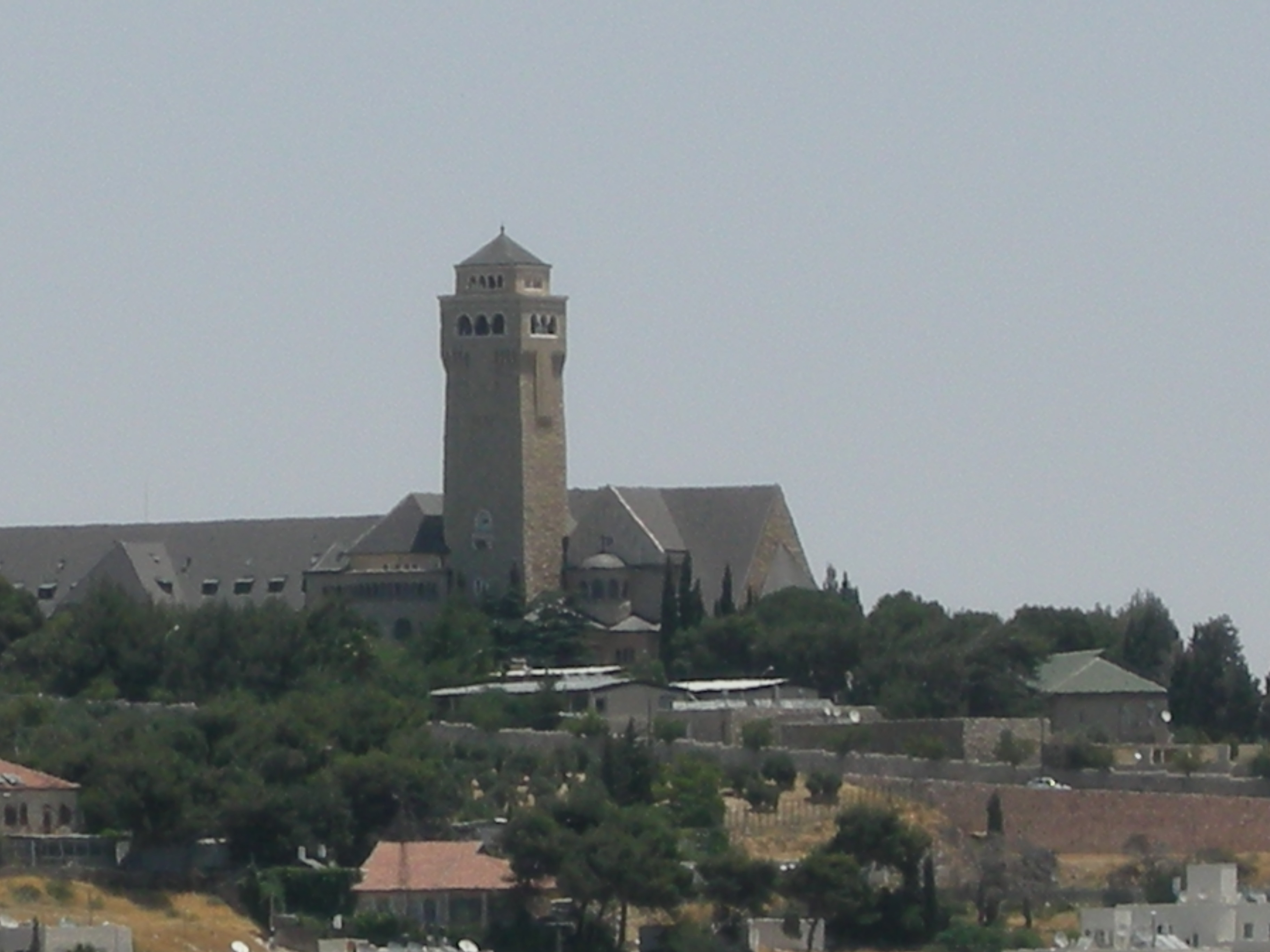
오거스타 빅토리아 병원과 교회
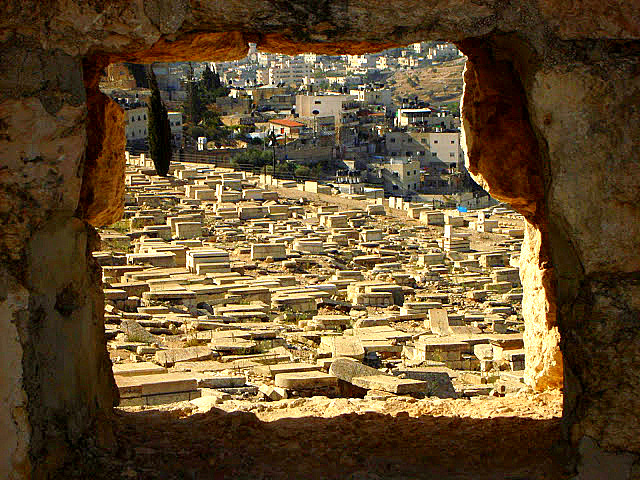
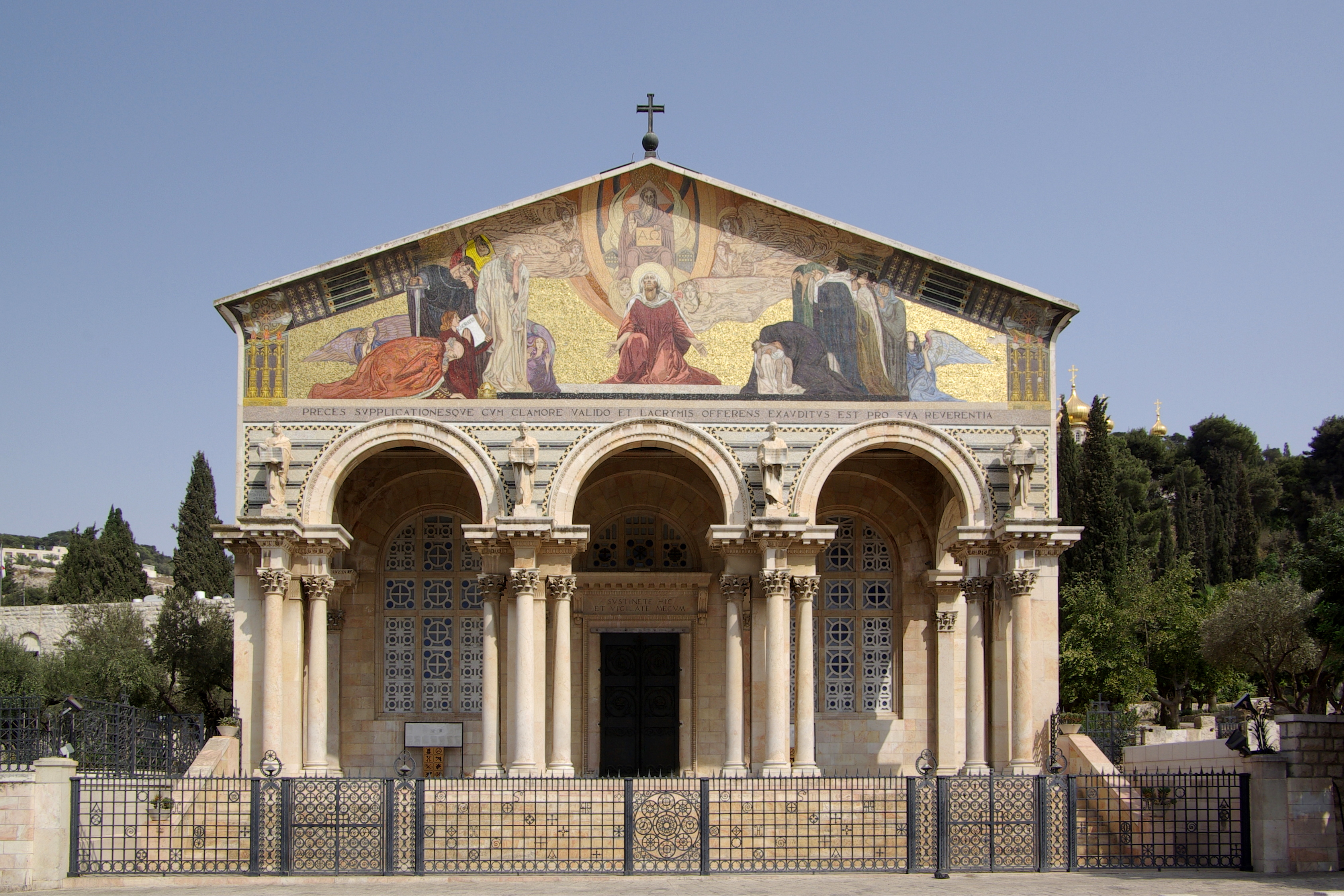
겟세마니 만국 교회
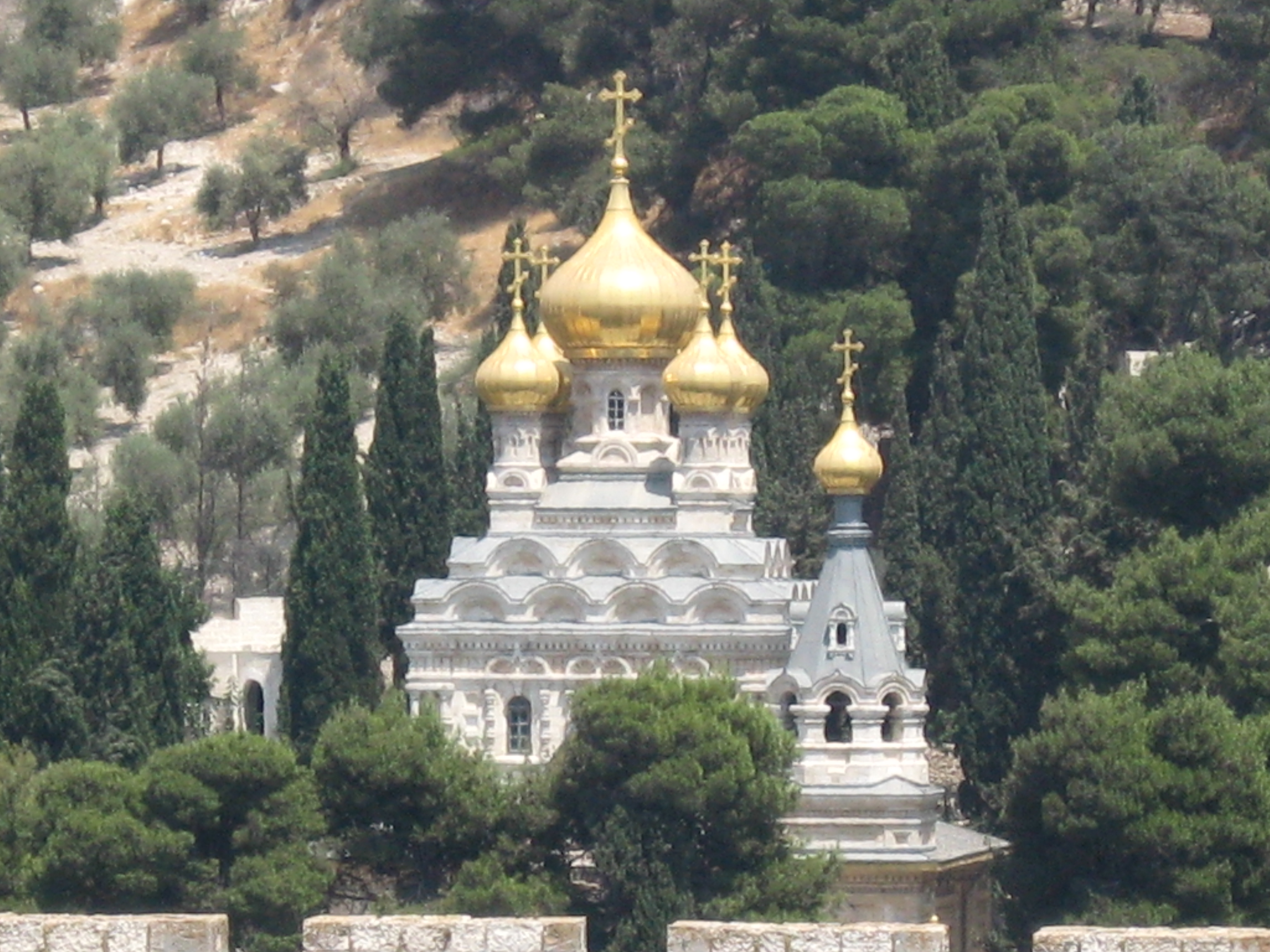
러시아 정교회 막달라 마리아 교회
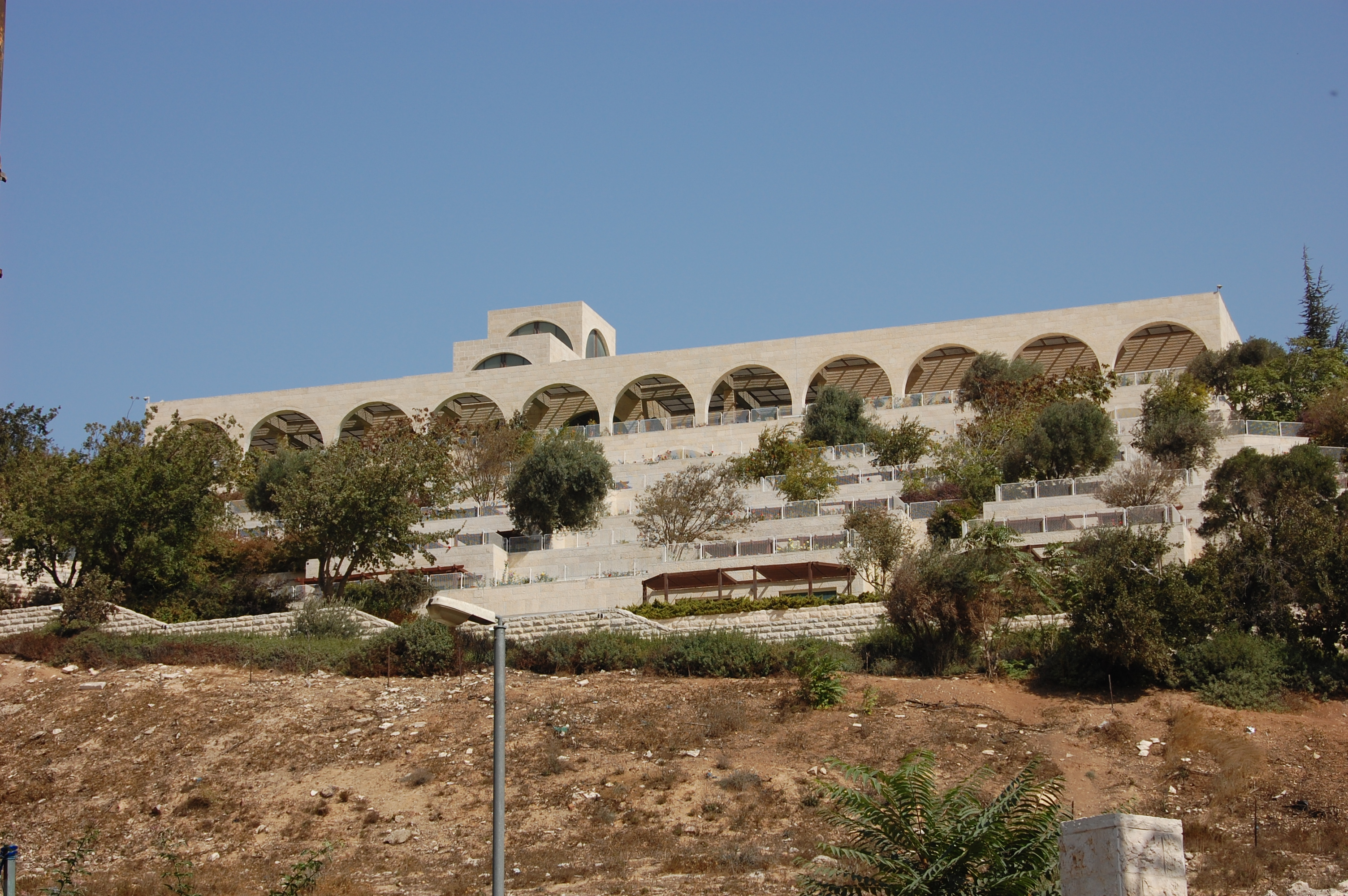
브리검영 대학교

## 같이 보기
- 올리브 산 유태인 묘지